# Odpowiedzialność przebijająca
Odpowiedzialność przebijająca jest odpowiedzialnością wspólnika spółki kapitałowej za zobowiązania tej spółki, przy czym szczególne znaczenie ma odpowiedzialność wspólników także będącymi spółkami, a więc odpowiedzialność w ramach grupy kapitałowej. Niekiedy też nazwę "odpowiedzialność przebijająca" stosuje się w odniesieniu do odpowiedzialności członków organów spółek kapitałowych za zobowiązania tych spółek.
Nazwa "odpowiedzialność przebijająca" pochodzi od określenia stosowanego dla doktryny pociągania wspólnika do odpowiedzialności za zobowiązania spółki w Stanach Zjednoczonych: "Piercing the Corporate Veil", ukutej przez profesora Wormsera na początku XX wieku (Wormser M., Piercing the Veil of Corporate Entity 12 Col.L.Rev. 496 [1912]). Można również spotkać się z nazwą "Disregarding legal entity". W Wielkiej Brytanii i innych krajach Wspólnoty Brytyjskiej najczęściej używanym określeniem jest "Lifting the Corporate Veil". W Niemczech odpowiedzialność przebijającą określa się mianem Durchgriffshaftung.

## Istota odpowiedzialności przebijającej
Klasyczna konstrukcja odpowiedzialności przebijającej polega na uznaniu zobowiązania spółki za zobowiązanie wspólnika. Dla potrzeb danego stosunku zobowiązaniowego uznaje się po prostu, że spółka, z punktu widzenia prawa, nie istnieje, a zobowiązanie zostało zaciągnięte przez wspólnika. Dotyczy to sytuacji, w których wspólnik wykorzystał spółkę dla pokrzywdzenia jej wierzycieli. Może to mieć związek z faktem nieodpowiedniego dokapitalizowania spółki, niewystarczającego wyodrębnienia majątku spółki od majątku wspólnika oraz przypadków nadmiernej dominacji wspólnika nad spółką.
Wyodrębnienie przesłanek dla zastosowania odpowiedzialności przebijającej różni się w zależności od kraju. Zwraca jednak uwagę fakt, że przesłanki są w różnych systemach prawnych dość podobne. Dość szeroko można je określić jako wykorzystanie spółki w celu pokrzywdzenia wierzycieli, przy czym pokrzywdzenie nie musi być w każdym przypadku zamierzone.
Odpowiedzialność przebijająca wiąże się z szerszym zagadnieniem nadużycia formy spółki. Nadużycie formy spółki polega na wykorzystaniu odrębnej osobowości prawnej przyznanej spółkom kapitałowym w celach sprzecznych z zasadami porządku prawnego.

## Prawo polskie
W polskim porządku prawnym nie istnieją przepisy, które expressis verbis umożliwiałyby pociągnięcie wspólnika spółki kapitałowej do odpowiedzialności za jej zobowiązania. Przepisy Kodeksu spółek handlowych stanowią, że zarówno wspólnicy spółki z ograniczoną odpowiedzialnością, jak i wspólnicy spółki akcyjnej za zobowiązania spółki nie odpowiadają. Pewną namiastką odpowiedzialności przebijającej jest art. 299 Kodeksu spółek handlowych, który stanowi, że w pewnych dość wąsko określonych okolicznościach, członkowie zarządu spółki mogą zostać pociągnięci do odpowiedzialności za jej zobowiązania. Przepis ten odnosi się jednak jedynie do spółki z ograniczoną odpowiedzialnością i nie ma zastosowania w przypadku spółki akcyjnej, a ponadto członkowie zarządu mogą zwolnić się od odpowiedzialności, jeśli tylko terminowo złożą wniosek o upadłość spółki. Przepis ten ma zastosowanie tylko w sytuacji wcześniejszej bezskutecznej egzekucji przeciw spółce, a dodatkowo członkowie zarządu nie będą odpowiadać za zobowiązania spółki, jeśli brak terminowego zgłoszenia wniosku o upadłość nie wynikł z ich winy, a także jeśli na skutek braku terminowego zgłoszenia, sytuacja wierzyciela nie pogorszyła się w żaden sposób. Możliwość zaspokojenia pokrzywdzonych wierzycieli jest tu więc dość wąska.
Istnieje możliwość zastosowania ogólnych zasad prawa deliktowego (art. 415 i n. kodeksu cywilnego). Należy jednak mieć na względzie, że wspólnik spółki kapitałowej będzie wówczas odpowiadał nie za zobowiązania spółki, ale za szkodę wyrządzoną wierzycielowi przez fakt nadużycia formy spółki; nie będzie to wówczas klasyczny przypadek odpowiedzialności przebijającej. Aby skonstruować odpowiedzialność wspólnika na zasadach deliktowych, należy w klasyczny sposób ustalić istnienie odpowiedzialności deliktowej, której przesłankami są: (1) szkoda; (2) wina po stronie sprawcy; oraz (3) związek przyczynowy między szkodą a winą.
Wydaje się, że de lege lata jedyną możliwością przeszczepienia odpowiedzialności przebijającej na grunt polski jest odwołanie się do klauzuli nadużycia prawa podmiotowego, wyrażonej w art. 5 kodeksu cywilnego. Środek ten stosowany jest jednak jedynie wyjątkowo.